# Децемвіри
Децемвіри (лат. decem viri «десять мужів») — у Стародавньому Римі — колегія з десяти осіб, утворена для виконання духовних або світських обов'язків у державі.
- Найдавніша відома з таких колегій — (лат. Decemviri stlitibus judicandis), децемвіри для судових розглядів по цивільних справах, що існували, за переказами, ще за царів стародавнього Риму.

- лат. Decemviri sacrorum або sacris faciundis et libris Sybillinis inspiciundis — децемвіри для жертвопринесень і для перегляду книг Сивіли — вища колегія, яка спочатку складалася з двох чоловік (duumviri) і тільки згодом, коли плебеї були допущені до духовних посад, число членів її було збільшено до десяти, а в кінці періоду республіки — до п'ятнадцяти (лат. quindecimviri).

- лат. Decemviri agris dividundis — колегія децемвірів для розподілу землі в римських колоніях.

- Найбільш значимою з колегій в 10 чоловік були децемвіри з консульською владою, які були обрані для складання законів (лат. decemviri legibus scribundis). З 451 до 449 років до н. е. вони працювали над Законом Дванадцяти таблиць, що регулювали практично усі сфери життя на той час.

Decemviri Consulari Imperio Legibus Scribundis (451 до н. е.):
- Аппій Клавдій Красс Сабін Інрегіллен
- Тит Генуцій Авгурін (Titus Genucius Augurinus)
- Тит Ветурій Красс Цікурін (Titus Veturius Crassus Cicurinus)
- Гай Юлій Юл (Gaius Iulius Iullus)
- Авл Манлій Вульсон (Aulus Manlius Vulso)
- Сервій Сульпіцій Камерін Корнут (Servius Sulpicius Camerinus Cornutus)
- Публій Сестій Капітолін Ватикан (Publius Sestius Capitolinus Vaticanus)
- Публій Куріацій Фіст Трігемін (Publius Curiatius Fistus Trigeminus)
- Тит Ромілій Рок Ватикан (Titus Romilius Rocus Vaticanus)
- Спурій Постумій Альб Регіллен (Spurius Postumius Albus Regillensis)

Decemviri Consulari Imperio Legibus Scribundis (450—449 до н. е.):
- Аппій Клавдій Красс Сабін Інрегіллен Сабін (Appius Claudius Crassus Inregillensis Sabinus)
- Марк Корнелій Малугінен (Marcus Cornelius Maluginensis)
- Марк Сергій Есквілін (Marcus Sergius Esquilinus)
- Луцій Мінуцій Есквілін Авгурін (Lucius Minucius Esquilinus Augurinus)
- Квінт Фабій Вібулан (Quintus Fabius Vibulanus)
- Квінт Петілій Лібон Візол (Quintus Poetelius Libo Visolus)
- Тит Антоній Меренда (Titus Antonius Merenda)
- Цезон Дуіллій Лонг (Caeso Duillius Longus)
- Спурій Оппій Корніцен (Spurius Oppius Cornicen)
- Маній Рабулей (Manius Rabuleius)